# Beilschmiedia henghsienensis
Beilschmiedia henghsienensis är en lagerväxtart som beskrevs av S. K. Lee & Y. T. Wei in S. K. Lee et al.. Beilschmiedia henghsienensis ingår i släktet Beilschmiedia och familjen lagerväxter. Inga underarter finns listade i Catalogue of Life.